# Мушчел (Дамбовица)
Мушчел (рум. Mușcel) насеље је у Румунији у округу Дамбовица у општини Мороени. Oпштина се налази на надморској висини од 853 m.

## Становништво
Према подацима из 2002. године у насељу је живело 101 становника, од којих су сви румунске националности.